# Berardino Libonati
Berardino Libonati (né le 8 mars 1934 à Rome et mort le 30 novembre 2010 dans la même ville) est un juriste italien, avocat et professeur de droit, qui fut président d'Alitalia. 

## Biographie
En tant qu'avocat, Berardino Libonati était l'un des experts les plus éminents du droit des sociétés en Italie. Professeur de droit commercial à la faculté de droit de l'université « La Sapienza » de Rome depuis 1983, il a siégé dans de nombreux conseils d'administration - dont celui de la banque d'affaires Mediobanca et du groupe RCS - et présidé la Banca di Roma (filiale du groupe Capitalia) et le [board] de la Banca di Sicilia. Il a été aussi président de TIM et ensuite de Telecom Italia peu après sa privatisation, entre 1998 et 1999. Vice-président de Unicredit de 2007 à 2009. Il a été, entre autres, consultant de Finmeccanica, d'Eni et du groupe Benetton. 
Fils d'un éminent avocat et intellectuel de la gauche libérale, mélomane averti et bibliophile, Berardino Libonati a été président d'Unidroit (Institut pour l'unification du droit privé) depuis 2000.

### Président d'Alitalia en 2007
Le 9 février 2007, il avait été proposé par le ministre Italie de l'Économie de l'époque, Tommaso Padoa-Schioppa, pour succéder à Giancarlo Cimoli. Il a pris la présidence d'Alitalia pour gérer les affaires courantes avant l'arrivée des nouveaux propriétaires, une fois la société privatisée (ce qui n'a pas été le cas en août 2008, où la société est placée sous tutelle et confiée à Augusto Fantozzi, « commissaire extraordinaire »). 